# Melanopais
Melanopais is een kevergeslacht uit de familie van de boktorren (Cerambycidae). De wetenschappelijke naam van het geslacht werd voor het eerst geldig gepubliceerd in 1927 door Aurivillius.

## Soorten
Melanopais is monotypisch en omvat slechts de volgende soort:
- Melanopais gemmaria (White, 1856)